# Wacław Drojowski
Wacław Drojowski (ur. 24 września 1886 w Zgierzu, zm. 14 sierpnia 1920 pod Dubienką) – żołnierz armii rosyjskiej, Legionów Polskich, oficer Wojska Polskiego w II Rzeczypospolitej, działacz niepodległościowy, kawaler Orderu Virtuti Militari.

## Życiorys
Urodził się w rodzinie Franciszka i Rozalii z Kozłowskich. Uczył się w prywatnym gimnazjum Towarzystwa Przyjaciół Ludzkości w Petersburgu i tam w 1904 r. zdał egzamin maturalny. Studiował następnie prawo na Uniwersytecie w Moskwie, w tym czasie odbył służbę w armii rosyjskiej, ukończył też Aleksandrowską Szkołę Oficerską w Moskwie. Jako student działał w Stowarzyszeniu Młodzieży Postępowo-Niepodległościowej „Filarecja”, za co spotkały go szykany ze strony władz carskich. W latach 1911– 1912 służył w armii rosyjskiej, gdzie uzyskał stopień chorążego.
W lipcu 1914 nie stawił się na wezwanie do armii rosyjskiej, a wstąpił do I Brygady Legionów Polskich. Początkowo służył w V batalionie, potem w 5 pułku piechoty i w końcu w 6 pułku piechoty Legionów Polskich. W 1915 został ranny w bitwie pod Wielkim Miedwieżem. Za bohaterstwo, męstwo, odwagę i poświęcenie w czasie walk o Polską Górę odznaczony został pośmiertnie Krzyżem Srebrnym Orderu Virtuti Militari.
Po kryzysie przysięgowym internowany w Forcie Beniaminów. W kwietniu 1918 wstąpił do Polskiej Organizacji Wojskowej. Pracował w Komisji Wojskowej Departamentu Naukowego. W listopadzie 1918 mianowany podporucznikiem i przydzielony do Oddziału VII Sztabu Generalnego, a następnie do sekcji naukowej Ministerstwa Spraw Wojskowych, po jej przekształceniu w Instytut Naukowo-Wydawniczy w tym ministerstwie został naczelnikiem wydziału, a z czasem zastępcą jego szefa, którym był wybitny historyk Wacław Tokarz. Bardzo wysoko cenił on Drojowskiego i kiedy powołał czasopismo wojskowe „Wiarus”, wyznaczył go na sekretarza periodyku. Poza sprawowaniem tej funkcji Drojowski publikował tam również swoje artykuły. Został też członkiem redakcji czasopisma „Bellona”. Największe jednak zasługi położył w likwidacji analfabetyzmu wśród żołnierzy. 15 lipca 1920 został zatwierdzony z dniem 1 kwietnia 1920 w stopniu majora, w piechocie, w grupie oficerów byłych Legionów Polskich. W tym samym miesiącu zgłosił się do służby frontowej i wyznaczony został na stanowisko dowódcy 207 kresowego pułku piechoty im. Stefana Batorego. Poległ, broniąc przeprawy przez Bug. Pochowany został w Dubience. W październiku 1920 ciało zostało ekshumowane i złożone na cmentarzu ewangelicko–reformowanym w Warszawie.

## Ordery i odznaczenia
- Krzyż Srebrny Orderu Wojskowego Virtuti Militari nr 6676 – pośmiertnie, 17 maja 1922[10][11]
- Krzyż Niepodległości – pośmiertnie, 22 kwietnia 1938 „za pracę w dziele odzyskania niepodległości”[12][5]
- Krzyż Walecznych[5]